# Марково (Краснинский район)
Ма́рково — деревня в Краснинском районе Смоленской области России. Входит в состав Нейковского сельского поселения. Население — 35 жителей (2007 год). 
Расположена в западной части области в 18 км к юго-западу от Красного, в 20 км южнее автодороги М1 «Беларусь», на берегу реки Любанка. В 18 км северо-восточнее деревни расположена железнодорожная станция О.п. 478-й км на линии Москва — Минск.

## История
В годы Великой Отечественной войны деревня была оккупирована гитлеровскими войсками в июле 1941 года, освобождена в сентябре 1943 года.